# Araneus brisbanae
Araneus brisbanae là một loài nhện trong họ Araneidae.
Loài này thuộc chi Araneus. Araneus brisbanae được Ludwig Carl Christian Koch miêu tả năm 1867.